# Большое Таскино
Большо́е Та́скино — деревня в Сосновском районе Челябинской области. Входит в состав Саккуловского сельского поселения.

## География
Расположена на южном берегу озера Калды. Расстояние до районного центра села Долгодеревенского 37 км.

## Население
| 2002 | 2010 |
| ---- | ---- |
| 330  | ↘283 |

По данным Всероссийской переписи, в 2010 году численность населения деревни составляла 283 человека (126 мужчин и 157 женщин). Проживают башкиры.

## Улицы
Уличная сеть деревни состоит из 10 улиц.